# Aeropuerto de Río Mayo
El Aeropuerto de Río Mayo (IATA: ROY - OACI: SAWM - FAA: RMY) es un aeropuerto argentino que da servicio a la localidad de Río Mayo, Chubut. La pista mide 1499,92 metros.
Sus coordenadas son: latitud 45° 71' 94" S y longitud 70° 25' 14" O. Recibe vuelos de la aerolínea LADE provenientes del Aeropuerto Internacional General Enrique Mosconi de Comodoro Rivadavia.